# Cleveland Indians (NFL 1931)
La Temporada 1931 de Cleveland Indians fue la primera y última en la NFL.
Jugaron ocho de sus diez juegos de visitante, terminando octavo en la liga.
El equipo de fue patrocinado por la liga y jugó 8 de sus 10 juegos de visitante, terminando octavo en la liga. La NFL había adquirido la franquicia Orange/Newark Tornadoes cuando este abandonó la liga después de la temporada 1930. La liga pretendió localizar este equipo de forma permanente en Cleveland con un nuevo propietario. Cleveland fue elegido debido a la reciente construcción del nuevo Cleveland Municipal Stadium; con 83.000 asientos, el más grande de la liga, que todavía estaba jugando con regularidad juegos en los estadios de menos de 10.000 aficionados en algunos de los mercados más pequeños. Sin embargo, la asistencia a los dos partidos en casa de los indios estaba muy lejos de la capacidad (el primer partido en casa contó con apenas 2.000 aficionados; el último, un poco más respetable, pero todavía relativamente pequeña de 10.000) y no se encontró ningún propietario adecuado que ponga el equipo en Cleveland , por lo que el puesto del equipo de la liga fue vendido a George Preston Marshall, que estableció un equipo en Boston (conocido más adelante como los Redskins) en la temporada 1932.

## Otros equipos Cleveland Indians en la NFL
El nombre de "Indians" fue utilizado anteriormente para otros dos equipos de la NFL con sede en Cleveland. Ellos primer uso del nombre de los indios se produjo en 1921, cuando los Cleveland Tigers se convirtieron en los "Cleveland Indians" antes de retirarse después de la temporada 1921. Un segundo equipo "Indians" de la NFL se presentó en 1923. Ese equipo jugó como los "Indians" para la temporada 1923 antes de cambiar su nombre a Cleveland Bulldogs en 1924. Estos tres equipos de Cleveland son vistos como tres franquicias totalmente diferentes en la NFL.

## Resultados
| Semana | Fecha                    | Oponente                   | Resultado |
| ------ | ------------------------ | -------------------------- | --------- |
| 1      | 13 de septiembre de 1931 | @ Green Bay Packers        | D 26–0    |
| 2      | 18 de septiembre de 1931 | @ Chicago Bears            | D 21–0    |
| 3      | 26 de septiembre de 1931 | Brooklyn Dodgers           | V 6–0     |
| 4      | 7 de octubre de 1931     | @ Portsmouth Spartans      | D 6–0     |
| 5      | 18 de octubre de 1931    | @ Providence Steam Roller  | V 13–6    |
| 6      | 8 de noviembre de 1931   | Chicago Cardinals          | D 14–6    |
| 7      | 15 de noviembre de 1931  | @ Portsmouth Spartans      | D 14–6    |
| 8      | 21 de noviembre de 1931  | @ Providence Steam Roller  | D 13–7    |
| 9      | 22 de noviembre de 1931  | @ Staten Island Stapletons | D 16–7    |
| 10     | 28 de noviembre de 1931  | @ Chicago Cardinals        | D 21–0    |

## Posiciones finales
V = Victorias, D = Derrotas, E = Empates, CTE = Cociente de victorias, PF= Puntos a favor, PC = Puntos en contra
Nota: Los juegos empatados no fueron contabilizados de manera oficial en las posiciones hasta 1972
| Equipo                   | V  | D  | E | CTE  | PF  | PC  |
| ------------------------ | -- | -- | - | ---- | --- | --- |
| Green Bay Packers        | 12 | 2  | 0 | .857 | 291 | 87  |
| Portsmouth Spartans      | 11 | 3  | 0 | .786 | 175 | 77  |
| Chicago Bears            | 8  | 5  | 0 | .615 | 145 | 92  |
| Chicago Cardinals        | 5  | 4  | 0 | .556 | 120 | 128 |
| New York Giants          | 7  | 6  | 1 | .538 | 154 | 100 |
| Providence Steam Roller  | 4  | 4  | 3 | .500 | 78  | 127 |
| Staten Island Stapletons | 4  | 6  | 1 | .400 | 79  | 118 |
| Cleveland Indians        | 2  | 8  | 0 | .200 | 45  | 137 |
| Brooklyn Dodgers         | 2  | 12 | 0 | .143 | 64  | 199 |
| Frankford Yellow Jackets | 1  | 6  | 1 | .143 | 13  | 99  |